# Flawborough
Flawborough is een civil parish in het bestuurlijke gebied Rushcliffe, in het Engelse graafschap Nottinghamshire. Het ligt ongeveer 10 km ten zuiden van Newark-on-Trent. In 2001 telde het dorp 46 inwoners.
Flawborough komt in het Domesday Book (1086) voor als Flodberga / Flodberge. Het dorp had indertijd een bevolking van 17 huishoudens, met een relatief kleine belastingopbrengst van 1,1 geld.
Op de Britse monumentenlijst heeft het dorpje vijf vermeldingen: een boerderij van rond 1700, drie paar grafstenen en de aan Petrus gewijde dorpskerk.